# 莫里斯 (密歇根州)
莫里斯（英語：Morrice）是位於美國密歇根州夏厄沃西縣佩里鎮區的一個村。

## 人口
根據2020年美國人口普查的數據，莫里斯的面積為3.59平方千米，當中陸地面積為3.37平方千米，而水域面積為0.22平方千米。當地共有人口949人，而人口密度為每平方千米264人。